# Arctodiaptomus piliger
Arctodiaptomus piliger is een eenoogkreeftjessoort uit de familie van de Diaptomidae. De wetenschappelijke naam van de soort is voor het eerst geldig gepubliceerd in 1955 door Brehm.